# Interstate 795 (Caroline du Nord)
Pour les articles homonymes, voir Interstate 795.
L'Interstate 795 (I-795) est une autoroute auxiliaire de 25,49 miles (41,02 km) de Caroline du Nord. Elle relie la ville de Goldsboro à l'I-95 tout juste au sud de Wilson, longeant le segment nord de la US 117. La route forme un multiplex de cinq miles (8,0 km) avec la US 264 et l'I-587 dans le dernier segment de la route. Elle sert d'autoroute collectrice pour la ville de Goldsboro vers les autoroutes inter-États.

## Description du tracé
L'I-795 débute à l'échangeur avec la US 70 à Goldsboro. Depuis là, elle se dirige vers le nord à travers le nord de la ville. La route passe par les banlieues nord de Goldsboro et entre dans la campagne. Elle contourne la petite ville de Pikeville. L'autoroute s'approche alors de Wilson et contourne Fremont. L'I-795 croise la NC 222 et continue au nord en longeant la US 117.
L'autoroute continue vers le nord et rencontre la US 301. Peu après cet échangeur, l'I-795 rejoint l'I-587 / US 264 et forme un multiplex avec celles-ci jusqu'à son terminus nord. Elles se dirigent vers l'ouest dans la partie sud de Wilson, laquelle est très rurale. La route atteint l'I-95 et l'I-795 ainsi que l'I-587 prennent fin. La route continue à l'ouest comme US 264.

## Liste des sorties
| Interstate 795          |              |       |       |        |                                                            | |
| Comté                   | Municipalité | mi    | km    | Sortie | Intersections / Destinations                               | Notes |
| Wayne                   | Goldsboro    | 25,41 | 40,89 | —      | Vers US 117 sud – Wilmington                               | Continue au sud comme NC 581 Conn. |
| Wayne                   | Goldsboro    | 25,41 | 40,89 | 25     | US 70 vers US 13 – Smithfield, Raleigh, Kinston            | Indiqué sortie 25A (ouest) et 25B (est) en direction sud                                                                                   |
| Wayne                   | Goldsboro    | 22,12 | 35,60 | 22     | US 70 Byp. (Goldsboro Bypass)                              | |
| Wayne                   | Pikeville    | 20,45 | 32,91 | 18     | Main Street – Pikeville                                    | |
| Wayne                   | Fremont      | 16,09 | 25,89 | 14     | NC 222 (en) – Fremont, Kenly                               | |
| Wilson                  |              | 8,77  | 14,11 | 9      | Alton Road – Black Creek, Lucama                           | |
| Wilson                  |              | 5,10  | 8,21  | 5      | US 301 vers I-587 / US 264 est – Wilson, Kenly, Smithfield | |
| Wilson                  |              | 4,10  | 6,60  | —      | I-587 / US 264 est – Greenville                            | Terminus sud du multiplex avec I-587 / US 264; sortie direction sud, entrée direction nord; sortie 23 de l'I-587                           |
| Wilson                  |              | 3,80  | 6,12  | 22     | Downing Road – Wilson                                      | |
| Wilson                  | Wilson       | 1,19  | 1,92  | 20     | NC 42 (en) – Wilson, Clayton                               | |
| Wilson                  | Wilson       | 0,00  | 0,00  | 18     | I-95 / I-587 débute – Benson, Rocky Mount                  | Terminus nord du multiplex avec I-587 / US 264; terminus ouest de l'I-587; indiqué sortie 18A (sud) et 18B (nord); sortie 119A-B de l'I-95 |
| Wilson                  | Wilson       | 0,00  | 0,00  | —      | US 264 ouest – Raleigh                                     | La route continue comme US 264 |
| - Terminus de multiplex |              |       |       |        |                                                            | |